# Рага (Южный Судан)
Ра́га (англ. Raga) — город на северо-западе Южного Судана, на территории округа Рага (округ) штата Западный Бахр-эль-Газаль.

## Географическое положение
Город находится в центральной части провинции, на правом берегу реки Рага (приток реки Лоль), на расстоянии приблизительно 760 километров к северо-западу от столицы страны Джубы. Абсолютная высота — 603 метра над уровнем моря.

## Население
По данным официальной переписи 2008 года численность населения составляла 26 308 человек.
Динамика численности населения города по годам:
| 2008   | 2013   |
| ------ | ------ |
| 26 308 | 36 845 |

## Экономика и транспорт
В южной части города расположен одноимённый аэропорт (ICAO: HSRJ).